# Жигайлов, Артём Андреевич
Артём Андреевич Жигайлов (род. 28 сентября 1994, Волгоград) — профессиональный российский кикбоксер. Заслуженный мастер спорта. Чемпион России 2014, 2015, 2016, 2021 годов, победитель первенства Мира 2012 года , Чемпион Европы 2014, 2018 годов , Чемпион Мира 2015, 2021 года, бронзовый призер чемпионата Европы 2016 года.

## Биография
Изначально занимался тхэквондо, потом перешёл в кикбоксин. Первый тренер - Вячеслав Николаевич Скотников. С 2011 стал тренироваться у Дмитрия Владимировича Соломина.

## Спортивная карьера

### Титулы и достижения
- Любительский спорт
  - 2012 Победитель первенства мира среди юниоров фулл-контакт с лоу-кик в категории до 57 кг.
  - 2013 Победитель первенства России среди юниоров в разделе К-1 в категории до 57 кг.
  - 2014 Чемпион России в разделе фулл-контакт с лоу-кик в категории до 60 кг.[3]
  - 2014 Чемпион Европы по версии WAKO в разделе фулл-контакт с лоу-кик в категории до 60 кг.[4][5][6]
  - 2015 Чемпион России в разделе К-1 в категории до 60 кг.[7]
  - 2015 бронзовый призёр Чемпионата России в разделе фулл-контакт с лоу-кик в категории до 60 кг.[4]
  - 2015 Чемпион мира по версии WAKO в разделе фулл-контакт с лоу-кик в категории до 60 кг.[8]
  - 2016 Чемпион России в разделе фулл-контакт с лоу-кик в категории до 60 кг.[2]
  - 2016 бронзовый призёр чемпионата Европы по версии WAKO в разделе фулл-контакт с лоу-кик в категории до 60 кг.
- Профессиональный спорт

| Дата       | Результат | Соперник                       | Событие                    | Место  | Метод                |
| ---------- | --------- | ------------------------------ | -------------------------- | ------ | -------------------- |
| 22.12.2017 | Победа    | Беларусь Станисллав Захарченко | W5 Grand Prix Moscow XXIII | Москва | Единогласное решение |
| 23.07.2020 | Победа    | Азербайджан Джавид Рзаев       | BFC 57                     | Минск  | Технический нокаут   |